# 肥城市
肥城市（ひじょう-し）は、中華人民共和国山東省泰安市に位置する県級市。

## 歴史
206年に肥城県が初めて設置される。三国時代に魏により東平陽県が設置されるなど、他県と合併した時期をあったがおおむね肥城県の名称が踏襲された。1992年3月に県級市に昇格して現在に至る。

## 行政区画
下部に4街道、10鎮を管轄する。
- 街道:新城街道、老城街道、王瓜店街道、儀陽街道
- 鎮:潮泉鎮、桃園鎮、王荘鎮、湖屯鎮、石横鎮、安臨站鎮、孫伯鎮、安駕荘鎮、汶陽鎮、辺院鎮